# Paper Empire
Paper Empire je sedmé studiové album americké alternativní rockové skupiny Better Than Ezra, vydané dne 12. května roku 2009 prostřednictvím hudebního vydavatelství Megaforce Records. Album produkoval Angličan Warren Huart společně se zpěvákem skupiny Kevinem Griffinem a jde o vůbec první nahrávku této skupiny, na níž se podílel bubeník Michael Jerome, který v kapele nahradil dlouholetého bubeníka Travisa McNabba.

## Seznam skladeb
| Pořadí | Název                                      | Délka |
| ------ | ------------------------------------------ | ----- |
| 1.     | Absolutely Still                           | 3:58  |
| 2.     | Turn Up the Bright Lights                  | 3:38  |
| 3.     | Just One Day                               | 4:02  |
| 4.     | The Loveless                               | 4:24  |
| 5.     | All In                                     | 3:28  |
| 6.     | Fit                                        | 3:56  |
| 7.     | Hell No!                                   | 3:04  |
| 8.     | Hey Love                                   | 4:19  |
| 9.     | Nightclubbing                              | 3:24  |
| 10.    | Black Light                                | 3:33  |
| 11.    | Wounded                                    | 4:41  |
| 12.    | I Just Knew                                | 4:47  |
| 13.    | In Between Moments (bonus na iTunes verzi) | 4:05  |

## Obsazení
- Kevin Griffin – zpěv, kytara, klavír
- Tom Drummond – baskytara
- Michael Jerome – bicí